# Sikawka

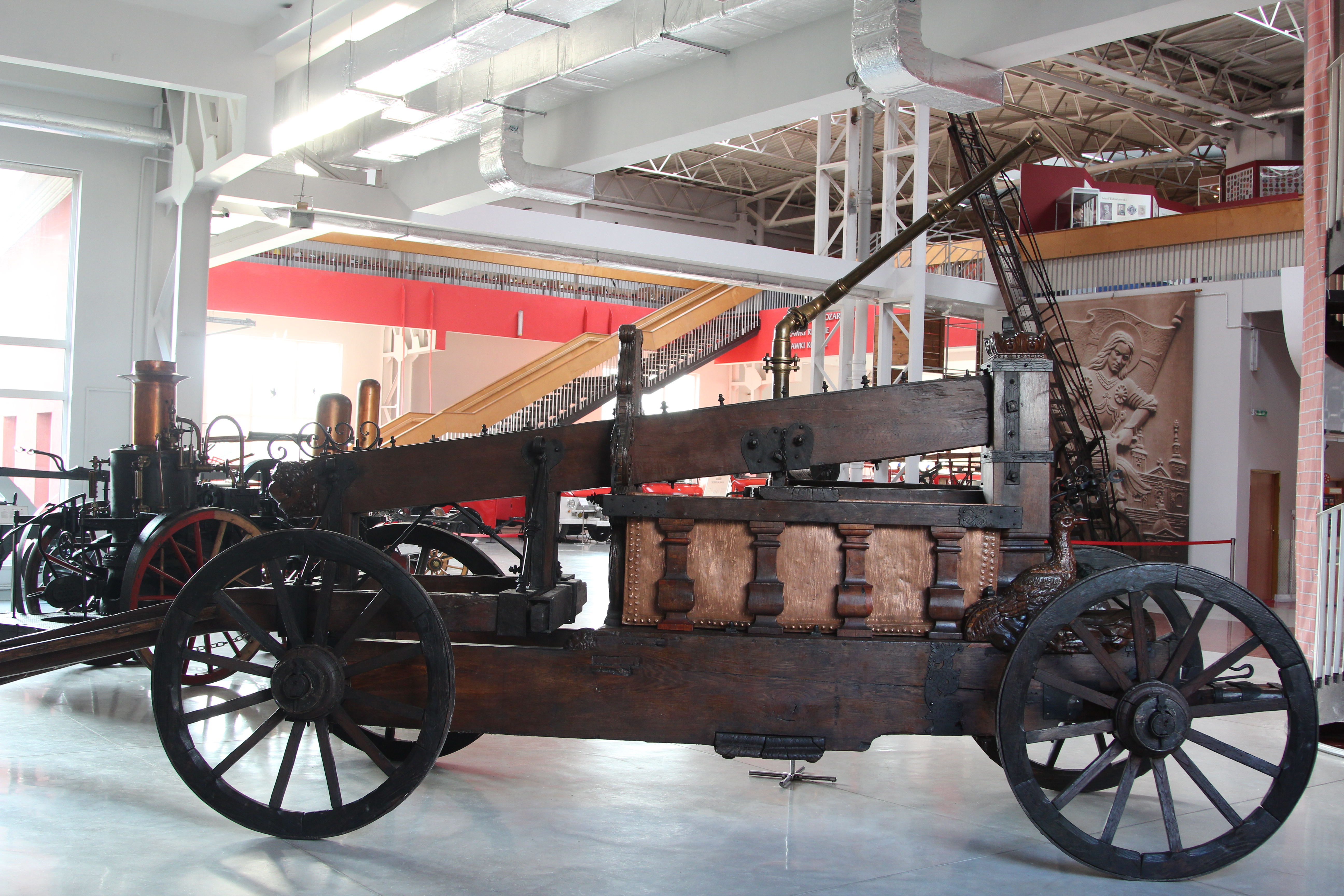
Sikawka konna z 1717 roku wykonana w warsztatach artystycznych opactwa cysterskiego w Henrykowie, pompa i prądownica została dostarczona przez odlewnię dzwonów i moździerzy Sebastiana Goltza z Wrocławia.

Sikawka – potoczna nazwa pompy tłokowej (wyporowej). Urządzenie mechaniczne służące do tłoczenia wody, lub wody ze środkiem pianotwórczym podczas akcji gaszenia pożaru. Dzięki temu możliwe jest prowadzenie akcji gaśniczej. Mogą być dwucylindrowe lub jednocylindrowe (z tłokiem o podwójnym działaniu).
Ze względu na swoją konstrukcję i sposób napędu dzielimy sikawki na:
- ręczne
- parowe.

Sikawki ręczne dzieliły się na:
- przenośne – mocowane na podstawie, przeważnie drewnianej, z zamontowanymi uchwytami do przenoszenia
- przewoźne – montowane trwale na pojazdach kołowych, przede wszystkim wozach konnych – stąd potoczna nazwa "sikawka konna". Starsze wersje "sikawek konnych" nie miały nasady ssawnej i wymagały ręcznego podawania wody wiadrami do tzw. skrzyni wodnej (z której była zasysana woda).

Zobacz też: technika pożarnicza, straż pożarna
Sikawki mają takie zalety jak:
- prosta budowa
- łatwość zasysania wody
- niskie koszty konserwacji, napraw i eksploatacji.

Jednakże są okupione poważnymi wadami jak:
- niska wydajność wody
- wrażliwość na zanieczyszczenia wody
- konieczność wieloosobowej obsługi
- pulsacje strumienia wody.

Wspomniane wady sikawki są na tyle istotne w pożarnictwie, iż sikawki strażackie są sprzętem o znaczeniu jedynie historycznym.

Wynalazcą sikawki był Ktesibios.